# 葡萄糖-6-磷酸脫氫酶缺乏症
葡萄糖六磷酸去氫酵素缺乏症，又名G6PD缺乏症（英語：Glucose-6-Phosphate Dehydrogenase deficiency (G6PD)），俗稱蠶豆症，是一種遗传性代谢缺陷，容易引發溶血反應。大多數時候病患不會有症狀，但假如受到特定刺激就會引發一些症狀，像是黃疸、深色尿液、呼吸急促或感到倦意。複合症狀可能包含貧血、新生兒黃疸。至於某些患者可能從未出現症狀。
蠶豆症是一種X性聯隱性遺傳疾病，病因是葡萄糖-6-磷酸脫氫酶缺陷，導致無法正常分解葡萄糖。溶血反應可能由感染、特定藥物所引起。除此以外，部份藥物和化學物如蠶豆、樟腦丸、龍膽紫（紫藥水）、薄荷腦都會令患者出現急性溶血反應，症狀包括黃疸、精神不佳，嚴重時會出現呼吸急速、心臟衰竭，甚至休克而有生命危險。症狀的嚴重程度會隨著基因特定突變差異而不同。臨床則依據不同症狀、血液檢驗和基因檢測來診斷。
避免刺激症狀是重要的。急性症狀的處置可能包含藥物治療、停止刺激性藥物或輸血。新生兒黃疸需要其他特殊處置。通常會建議病患使用特定藥物前（例如：錯誤：語言代碼「primaquine」不存在）要接受蠶豆症檢驗。
全球約有4億人口有這種症狀。盛行於部分地區如：非洲、亞洲、地中海地區和中東。男性比女性更易得病。2015年時約造成3萬3千人口死亡。然而蠶豆症基因帶原者可能對瘧疾有部分抵抗能力。

## 症狀
由於先天性6-磷酸葡萄糖去氫酵素缺乏症（以下簡稱為G6PD）是X染色體聯鎖遺傳性疾病，而男性只得一條X-染色體，故此病症幾乎只出現於男性身上。但帶有此病因的女性由于X染色体去活化机制，亦有可能出現輕微的症狀。
以下為G6PD發病時可能出現的症狀：
- 持續的黄疸
- 溶血反應，由以下項目引發：
  - 某類藥物（見下）
  - 某類食物（如蠶豆、忍冬）
  - 其他物品（如樟腦、萘丸（人工合成的樟腦丸）、龍膽紫（紫藥水））
  - 其他疾病（如受到嚴重病菌感染、糖尿病、受到激烈外在環境影響）
- 嚴重症狀可引致急性腎衰竭

誘發G6PD症狀的藥物有：
- 伯氨喹（Primaquine）、奎寧、湯力水（tonic water）等抗疟药
- 磺胺類抗生素
- 碸类：如用以治療麻瘋病的氨苯碸
- 其他含硫磺的藥品，如治療糖尿病、控制血糖的藥物血糖平（Glibenclamide）
- 呋喃妥因：治療尿道感染的抗生素
- 阿士匹靈

## 診斷
當某些族裔的病人，出現黃疸、貧血，以及對某些誘因產生溶血反應時，又或是家族中有G6PD患者，都會被列為G6PD的疑似個案，需要作進一步測試。
G6PD的測試包括：
- 全套血球計數（英语：Complete blood count）及網狀細胞（reticulocyte）計數；當症狀出現時，G6PD患者的海因茲小體（Heinz bodies）會出現於在檢驗血液玻片的紅血球內。
- 肝臟蛋白酶測試，以剔除其他黃疸症狀的誘因
- 結合珠蛋白（英语：Haptoglobin）於溶血反應中會減少
- 庫氏試驗（直接抗球蛋白試驗，Coombs test）：於G6PD患者病發時應呈陰性反應，這是由於G6PD引發的溶血反應並非由免疫系統協調產生
- 甲狀腺功能量度（TSH measurement）

當有足夠證據支持病者症狀由G6PD引發，便可以"Beutler fluorescent spot test"為患者進行直接測試，其他可能的診斷方法，有DNA直接測試及檢查G6PD的基因排列。
現時使用的G6PD測試名為Beutler fluorescent spot test（取代過去使用的Motulsky dye-decolouration test），是一個快速、便宜的測試方法，透過紫外線識別G6PD患者身體製造的NADPH。測試為陽性時，血點不會在紫外線下發出螢光；但當病人出現溶血反應時，測試結果可能會呈偽陽性（false positive），故需要待溶血反應停止後數週才可進行測試。

## 分類
G6PD可按病症分為四類：
1. 非血球型溶血性貧血（Hereditary nonspherocytic hemolytic anemia）
2. 嚴重缺失症狀
3. 溫和缺失症狀
4. 無缺失症狀（隱性）

## 病理
磷酸戊糖途径是部份細胞（如紅血球）賴以產生能量的代謝途徑，以及維持NADPH的水平，而G6PD酶則屬於該代謝途徑的一員。NADPH的含量，亦直接影響谷胱甘肽於細胞中的含量，而谷胱甘肽亦能保護紅血球免受氧化反應的破壞。G6PD酶對磷酸鹽戊糖代謝途徑有速度限制作用，以及能轉化葡萄糖-6-磷酸為6-磷酸葡萄糖酸-δ-内酯。
當G6PD患者的氧化反應轉趨劇烈便有可能出現溶血性貧血現象；這種情況可能會由嚴重感染、藥物治療及部份食物引起。蠶豆含有大量蚕豆嘧啶葡糖苷、蚕豆嘧啶、伴蚕豆嘧啶核苷及异脲咪─這些全都是氧化剂。
在劇烈的氧化反應下，谷胱甘肽會被耗盡，接著酵素及各種蛋白質（如血紅蛋白）亦會被氧化物破壞，導致體內电解质失衡、細胞膜cross-bonding、巨噬作用及脾臟隔離紅血球等現象。血紅蛋白會被代謝為膽紅素，於高濃度時會引致黄疸，或直接經腎臟排出，於嚴重情況下可導致腎衰竭。
G6PD患者的G6PD酶分子結構，會導致葡萄糖的積聚而引致後期糖化終產物（Advanced glycation endproducts, AGE）的積聚。酶分子的缺失亦會導致NADPH的減少，而NADPH是產生一氧化氮的要員。糖尿病二型的普及，與西方黑人的高血壓情況都與G6PD缺失症狀有直接關係（Gaskin R. et al.）。然而，其他流行病學的報告指出，G6PD似乎會降低癌症、心臟血管病症及中風等病症。
雖然女性會患上較溫和型的G6PD（視乎無受影響的X染色體的鈍化情況），但亦存在同質接合的女性病患個案；這些女性患者的病因，與一種名為慢性肉芽腫病的罕見免疫失調有關。

## 流行病學
世界各地都有G6PD缺乏症患者，尤其是地中海沿岸、非洲及東南亞等瘧疾多發地區（自然選擇）。在台灣地區發生率為3%，尤其是客家族群，因他們的基因屬於X染色體性聯遺傳疾病，故男性較大機會患上，所以男性患者多於女性患者。

## 治療
患者必須避免因食物及藥物（如：抗瘧疾藥物、磺胺類藥物等）所引致的溶血反應，亦應接受抗病疫苗注射（如甲型肝炎疫苗）以防止發病。有高含量維生素C及K的食物，亦應該避免食用。一旦出現皮膚變黃、臉色蒼白、或茶色尿時，應立即送醫診治，不可延誤。
當發生劇烈的溶血反應時，患者需要大量輸液治療，並可能需要接受輸血，若發生腎衰竭時更需要接受血液透析。由於患者接受輸血時，所輸之血液沒有G6PD缺失，故此輸血是病發時的有效方法。
脾臟是分解紅血球之處，切除脾臟對部份病人的病情會有幫忙。任何引致紅血球出現高週轉的失調現象都應施以葉酸治療。雖然維他命E及硒具抗氧化特性，但它們的使用並不會降低G6PD的嚴重性。